# Bellevaux (Limbourg)
Bellevaux is een gehucht in de Luikse gemeente Limbourg.
Het gehucht werd in 1442 vermeld als zijnde afhankelijk van Limbourg. In 1574 was er sprake van een kluizenarij, maar daarvan zijn geen overblijfselen bekend. In de 19e eeuw was er sprake van industriële activiteit doordat er een aantal spinnerijen werden opgericht. Gedurende de 20e eeuw kwam aan deze activiteit een einde.

## Natuur en landschap
Bellevaux ligt aan de Vesdre. Hier is ook een brug (Pont de Bellevaux). Ook de Ruisseau des Queues mondt hier uit in de Vesdre. In het bosrijke dal van dit riviertje vindt men de Grotte de Bellevaux.